# Перейра, Кевин
Ке́вин Таде́о Пере́йра Легисамо́н (исп. Kevin Tadeo Pereira Leguizamon; род. 15 января 2004, Асунсьон) — парагвайский футболист, полузащитник клуба «Спортиво Лукеньо».

## Клубная карьера
Перейра — воспитанник клуба «Депортиво Капиата». 18 ноября 2018 года в матче против «Спортиво Лукеньо» он дебютировал в парагвайской Примере. Летом 2022 года Перейра перешёл в аргентинский «Тальерес». В начале 2023 года Кевин на правах аренды перешёл в мексиканский «Хуарес».

## Международная карьера
В 2023 году в составе молодёжной сборной Парагвая Перейра принял участие в молодёжном чемпионате Южной Америки в Колумбии. На турнире он сыграл в матчах против сборных Аргентины, Венесуэлы, Уругвая, Эквадора, а также дважды Колумбии и Бразилии. В поединке против бразильцев Кевин забил гол.